# Orange, New York
Orange är en kommun (town) i Schuyler County i delstaten New York. Vid 2020 års folkräkning hade Orange 1 403 invånare.